# Christin Priebst
Christin Priebst (* 18. September 1983 in Dresden) ist eine deutsche Shorttrackerin.
Ihre ersten internationalen Meisterschaften bestritt Priebst im Januar 1999, als sie bei der Junioren-Weltmeisterschaft und der Europameisterschaft startete und jeweils Elfte im Mehrkampf wurde. Im Oktober 2001 gab sie in Calgary dann auch ihr Weltcupdebüt. Bei der Europameisterschaft 2002 in Grenoble gewann sie mit der Staffel Bronze und damit ihre erste internationale Medaille. Sie qualifizierte sich für die Olympischen Spiele in Salt Lake City, dort erreichte sie über 1000 m Rang 16 und über 1500 m und mit der Staffel jeweils Rang acht. Priebst feierte in den folgenden Jahren insbesondere mit der Staffel Erfolge. Im Jahr 2003 erreichte sie im Weltcup einen dritten Platz mit der Staffel und damit erstmals das Podest in einem Weltcuprennen. Jeweils Staffel-Bronze gewann sie bei der Europameisterschaft 2004 in Zoetermeer und 2005 in Turin. 2005 erreichte sie über 1500 m zudem Rang sechs und wurde im Mehrkampf Neunte. Mit der Staffel konnte sie außerdem zwei zweite Plätze in Weltcuprennen erreichen. In Turin nahm sie an den Olympischen Spielen 2006 teil und erreichte mit der Staffel Rang sechs.
Besonders erfolgreich verlief für Priebst die Saison 2006/07. Beim Weltcup in Heerenveen erreichte sie ihre bislang einzigen Podestplätze in Einzelentscheidungen, sie wurde über 1000 m zweimal Dritte. Bei der Europameisterschaft in Sheffield gewann sie außerdem Gold in der Staffel und feierte ihren ersten internationalen Titelgewinn. Staffelmedaillen gewann Priebst auch bei den folgenden Europameisterschaften, Bronze 2008 in Ventspils, Silber 2009 in Turin und erneut Gold 2010 in ihrer Heimatstadt Dresden. Bei der Teamweltmeisterschaft 2009 in Heerenveen und 2010 in Bormio belegte sie mit der deutschen Mannschaft jeweils den siebten Platz. Bei der Europameisterschaft 2012 in Mladá Boleslav wurde Priebst mit der deutschen Staffel wie im Vorjahr Vierte.
Priebst hält über die Strecken 1000 m, 1500 m und 3000 m den aktuellen deutschen Rekord. Der Rekord über 3000 m hat dabei schon seit 1998 Bestand. Sie gewann seit 2001 mehrere Titel bei Deutschen Meisterschaften. Priebst ist Mitglied der Sportfördergruppe der Bundeswehr.
Christin Priebst war bis 2001 Mitglied des ESC Dresden, dessen Shorttracker und Eisschnellläufer in jenem Jahr den Eislauf-Verein Dresden gründeten, dem sie seither angehört.